# الجريمة في دولة الإمارات العربية المتحدة

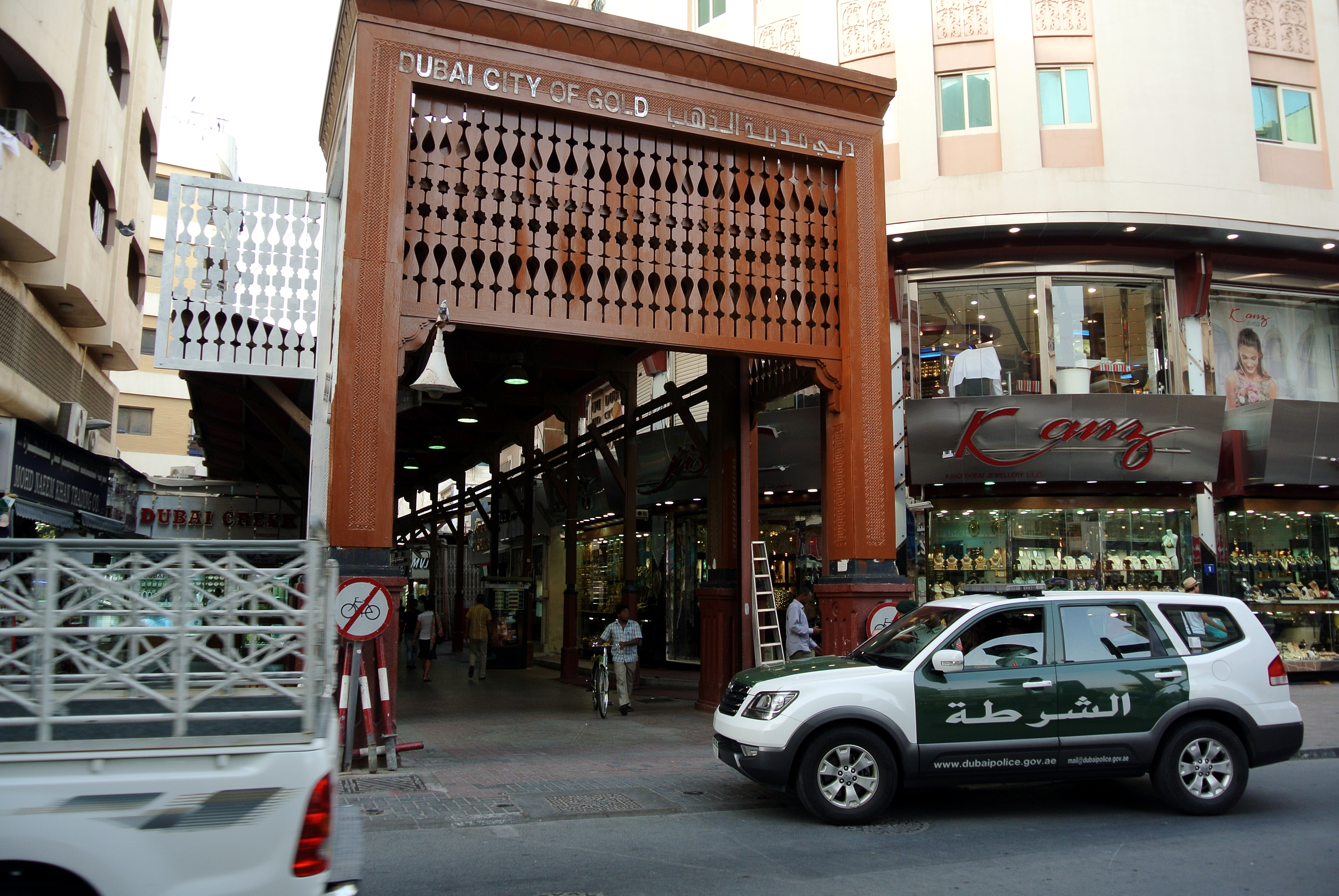
سيارة شرطة الإمارات

معدل الجريمة في دولة الإمارات العربية المتحدة منخفض نسبيًا مقارنة بالدول الصناعية الأكثر تقدمًا. حوادث الجرائم الصغيرة مثل النشل منخفضة. تنص وزارة الخارجية الأمريكية على أن: " الجريمة بشكل عام لا تمثل مشكلة للمسافرين في دولة الإمارات العربية المتحدة. ومع ذلك، تنصح سفارة الولايات المتحدة المواطنين الأمريكيين باتخاذ الاحتياطات العادية ضد السرقة، مثل عدم ترك المحفظة أو بطاقة الائتمان دون مراقبة. وعلى الرغم من ندرة حوادث اقتحام المركبات في دولة الإمارات العربية المتحدة، إلا أنه يتم تشجيع المواطنين الأمريكيين على التأكد من إغلاق المركبات غير المراقبة وعدم ترك الأشياء الثمينة على مرأى من الجميع".

## الإرهاب
وعلى الرغم من ندرة الهجمات الإرهابية، فقد أدرجت الإمارات العربية المتحدة كمكان يستخدمه المستثمرون لجمع الأموال لدعم المسلحين في أفغانستان وباكستان، وقد تورطت شركات مقرها في الإمارات العربية المتحدة في تمويل حركة طالبان وشبكة حقاني، في يناير 2022، وقع هجوم إرهابي ضد ثلاث شاحنات نفط في أبو ظبي. الهجوم نفذته جماعة الحوثي وأدى إلى مقتل 3 مدنيين.

## الجريمة الإلكترونية
حوادث الجرائم الإلكترونية آخذة في الازدياد. في عام 2002، كان هناك ارتفاع بنسبة 300% في عمليات اختراق أجهزة الكمبيوتر خلال ستة أشهر. ووفقا للخبراء، تعد دولة الإمارات العربية المتحدة من بين الدول العشر الأكثر عرضة لهجمات القراصنة، وتشمل جرائم الياقات البيضاء، واختلاس الأموال والاحتيال والرشوة.

## المخدرات
تعد دولة الإمارات العربية المتحدة بلدًا لشحن المخدرات للمتاجرين بها نظرًا لقربها من دول جنوب غرب آسيا المنتجة للمخدرات. يعتبر الاتجار بالمخدرات شكلاً رئيسياً من أشكال الجريمة في دولة الإمارات العربية المتحدة، ولدى الدولة سياسة عدم التسامح مطلقًا تجاه تعاطي المخدرات. ويُعاقب على حيازة أقل كمية من المخدرات غير المشروعة بالسجن لمدة لا تقل عن أربع سنوات، وعقوبة قصوى هي الإعدام.

## غسيل أموال
تعتبر دولة الإمارات العربية المتحدة عرضة لغسيل الأموال بسبب موقعها كمحرك تجاري رئيسي في المنطقة. اتخذت القيادة الإماراتية عدة إجراءات لمكافحة الجريمة المنظمة. صدر قانون في يناير 2002 لمكافحة غسيل الأموال. ومع ذلك، على الرغم من الجهود التي تبذلها الحكومة لمكافحة غسيل الأموال، فإن تنظيم الأعمال المصرفية لا يزال في طور التطور.
أصدر مركز دراسات الدفاع المتقدمة ومقره واشنطن تقريراً يفيد بأن المستفيدين من الحرب وممولي الإرهاب وتجار المخدرات الخاضعين للعقوبات الأمريكية ظلوا يستخدمون سوق العقارات في دبي منذ فترة طويلة كملاذ لغسل الأموال.
وفي تقرير نُشر في أبريل/نيسان 2020، شككت فرقة العمل المعنية بالإجراءات المالية (FATF) في النظام الإماراتي على الرغم مما أسمته "الخطوات المهمة" لتعزيز الأنظمة، بما في ذلك التشريعات الجديدة في عامي 2018 و2019، وفي تقييمها لعام 2020، وصفت مجموعة العمل المالي الملاحقات القضائية المحدودة لغسل الأموال في الإمارات بأنها "مصدر قلق" وحثت الدولة على تعزيز إجراءاتها. وفي نوفمبر 2021، قدمت دولة الإمارات تقريرًا إلى مجموعة العمل المالي، لكن الدولة فشلت في تحقيق عدد من العتبات. وفي 4 مارس 2022، وضعت مجموعة العمل المالي دولة الإمارات العربية المتحدة في قائمتها الرمادية للدول الخاضعة لزيادة المراقبة، بسبب القصور في معالجة مسألة غسل الأموال وتمويل الإرهاب. وقالت المنظمة إن الإمارات حققت "تقدما كبيرا" في تعزيز أنظمتها، لكن لا تزال هناك حاجة للتحسينات في عدة مجالات.

## قتل
ووفقاً للدراسة العالمية حول جرائم القتل، التي أجراها مكتب الأمم المتحدة المعني بالمخدرات والجريمة (UNODC)، بلغ معدل جرائم القتل في دولة الإمارات العربية المتحدة في عام 2012 2.6 لكل 100.000. وبلغ متوسط معدل جرائم القتل في العالم خلال تلك الفترة 6.3 لكل 100 ألف نسمة.

## الاتجار بالبشر
وتؤدي الحدود التي يسهل اختراقها والقرب من البلدان المتأثرة بالحرب مثل العراق إلى زيادة مشكلة الاتجار بالبشر إلى الإمارات العربية المتحدة. يتم الاتجار بالبشر إلى البلاد بشكل عام من الأولاد والبنات الصغار. والغرض الأكثر شيوعًا لهذا الاتجار هو الاستعباد غير الطوعي، والعمل في ظروف معاكسة ومسيئة وغير معلنة بشكل خادع، والاستغلال الجنسي.

### العبودية القسرية وظروف العمل المسيئة
وفي عام 2006، استمر تهريب الأولاد الصغار إلى البلاد بغرض استخدامهم في سباقات الهجن. كان هناك العديد من فرسان الهجن الذين يعملون في دولة الإمارات العربية المتحدة في ظل ظروف غير إنسانية؛ وبدء برنامج لاستبدال الفرسان الأطفال المستغلين تدريجيًا بفرسان آليين. انخفض عدد حالات الاتجار بالبشر رسميًا في دولة الإمارات العربية المتحدة. وسجلت مؤسسة دبي لرعاية النساء والأطفال خلال النصف الأول من عام 2014، بلاغات عن ثلاث حالات اتجار بالبشر، مقارنة بـ 12 حالة في نفس الفترة من عام 2013.
ويخلص تقرير لوزارة الخارجية الأمريكية حول الاتجار بالأشخاص: الإمارات في عام 2021، إلى أن انتهاكات قوانين العمل الإماراتية التي ظهرت فيها علامات الاتجار بالبشر، لم يتم التحقيق فيها بشكل روتيني من قبل السلطات، كما أشار التقرير إلى أن: "الحكومة لم تبلغ عن إدانة أي من المتاجرين بالعمال خلال الفترة المشمولة بالتقرير، ولم تبلغ تاريخيًا عن أي إدانات بالعمل القسري ."

### الاستغلال الجنسي
وفقًا لتقرير وزارة الخارجية الأمريكية لعام 2021 حول الاتجار بالأشخاص: الإمارات العربية المتحدة ، كانت أحدث الإحصاءات السنوية في البلاد عبارة عن ملاحقات قضائية في تسعة عشر قضية اتجار بالجنس، مقارنة بثمانية وثلاثين قضية في العام السابق:
أبلغ عن الاتجار بالنساء إلى البلاد لأغراض الاستغلال الجنسي، في عام 2007، حيث يتم تهريبهم من: سوريا، العراق، روسيا، أذربيجان، أوزبكستان، قيرغيزستان ، كازاخستان ، رومانيا ، مولدوفا وأجزاءها المتنازع عليها ترانسنيستريا ، أوكرانيا ، إثيوبيا ، الصومال ، أوغندا ، المغرب ، الهند ، جمهورية الصين الشعبية ، الفلبين ، إيران . وباكستان.